# Крест «За службу на Кавказе» (1864)
Крест «За службу на Кавказе» (Кавказский крест, Крест кавказский) — нагрудный знак, для ношения на левой стороне груди всеми, «служившими когда-либо в рядах храброй Кавказской армии и участвовавшими в военных действиях против непокорных горцев Кавказа», учрежденный 12 июля 1864 года.
Кавказский крест носился без ленты и отнесён сводом военных постановлений к разряду медалей, жалуемых за участие в войнах.

## История
Знак представляет четырёхконечный крест с уширенными концами, сходный с Кульмским, в центре которого находится круглый щит с изображением государственного герба Российской империи (двуглавого орла). Щит пересекают два скрещенных рукоятями вниз меча. На концах креста сделаны надписи: на левом — «ЗА СЛУЖБУ», на правом, как продолжение надписи, — «НА КАВКАЗѢ». На верхнем конце креста помещён вензель императора Александра II, на нижнем указана дата — «1864», означающая год завершения боевых действий на Кавказе. Оборотная сторона креста представляет гладкую поверхность, на которой имеется лишь булавка для крепления к одежде.
Всего было отчеканено четыре разновидности креста «За службу на Кавказе», три из которых (золотой, серебряный и из светлой бронзы) — одинакового размера (48х48 мм), а четвёртая разновидность — уменьшенный крест из светлой бронзы (34х34 мм). Отличаются все четыре креста друг от друга лишь качеством исполнения. Например, золотой и серебряный кресты изготовлены с накладными мечами, розеткой и надписями, на оборотной стороне которых имеются штифты для крепления к одежде. А бронзовый крест чеканился из цельной заготовки и на обороте имел простую булавку.
Крестами «За службу на Кавказе», которых носили на левой стороне груди, ниже всех орденов, награждались все чины Русской армии, когда либо принимавшие активное участие в войне с горцами. Награждение тем или иным видом креста проводилось в зависимости от чина и заслуг перед отечеством.
Серебряным, с чернью и позолотой, крестом награждались офицеры (офицерский знак).
Бронзовым, с чернью, крестом (солдатский знак) награждались все нижние чины (в том числе и кавказской милиции) и многочисленные волонтёры, принимавшие участия в различных стычках и делах а также все государственные чиновники, священники и медики, исполнявшие свои функциональные обязанности во время боевых операций.
Впоследствии форма креста «За службу на Кавказе» перекочевала в полковые знаки нескольких воинских подразделений царской армии, отличившихся в своё время в сражениях с горцами на Кавказе, и стала их фоном, а в некоторых случаях даже составной частью накладных элементов. Кавказский крест изображался в гербе Кубанской области. Также по образцу и подобию креста «За службу на Кавказе» был создан памятный Крест «За Порт-Артур».
В 2001 году Министерство обороны Российской Федерации установило новый знак отличия военнослужащих в виде креста «За службу на Кавказе». Этот крест изображён на эмблеме Южного военного округа ВС Российской Федерации.